# Ebba Carstensen
Ebba Nina Beck Carstensen (født 23. august 1885 i Västra Kvärnstorp, Skåne, Sverige, død 13. oktober 1967 i København) var en dansk maler, Hun er begravet på Humlebæk Kirkegård.
Datter af Proprietær, senere ejer af Eriksholm, Arnold Carl Edward Carstensen og Anthonie Catharina Møller.

## Uddannelse
- 1902 elev hos sin fætter, maleren Sigurd Wandel i Helsingør.[2]
- I 1903 elev på A. W. Bouguereaus og Edouard Sains Malerskole i Paris.
- Mellem 1905 og 1909 kort ophold på maleren Johan Rohdes Skole i København.
- Kunstakademiet i København 1909-1913, malerskolen hos Lauritz Tuxen og Valdemar Irminger.[1] Ebba Carstensen var een af de første kvindelige kunstnere, som fik adgang til Kunstakademiet på lige fod med de mandlige.[3]Hun forlod Kunstakademiet i 1913, angiveligt i forbindelse med datteren Astrids fødsel i 1912[4].

## Kunstnerisk virke
Ebba Carstensen arbejdede figurativt i et forenklet monumentalt formsprog. Hun havde nogle yndlingsmotiver, som hun gentog i sit eksperimenterende arbejde med billedets komposition, farve og form. Det kunne være skov, strand, mark - og hønsehus eller kostald. Vintrene i København gav anledning til at male atelieret, kanariefuglene i buret, interiører og figurbilleder.
Det eksperimenterende arbejde gav anledning til omtale og kritik, herunder positiv, ikke mindst fra kunsthistorikeren Vilhelm Wanscher, der blev en varm fortaler for hende. Wanscher var ikke særlig begejstret for kunstens ungdom på KE i 1924. Men i sin anmeldelse af KE, "Efteraarsudstillingen", skrev han i Politiken den 7.11 1924: "Ebba Carstensen er der Kraft i. Det er da endelig en moderne Maler. Alt, hvad Kubismen og de andre tekniske Eksperimenter har lært os, særlig Virkningen af vekslende Farveplaner og Lysmodsætninger, der bryder Billedplanet og giver Dybde, det kan hun, og hun bruger det med sit straalende Humør. Hun har malet en pragtfuld og morsom Hønsegaard og to ypperlige Skovinteriører. Vi har altid vidst, at Ebba Carstensen var god, men der har været noget, som hemmede [sic] hende - maaske simpelt hen Støtte af en, der vilde købe hendes Billeder. - Køb dem nu! Køb det altsammen, ogsaa Konen ved Vaskebaljen i det latterlige Køkken. Jeg udnævner Storm-Petersen til vor eneste virkeligt unge Kunstner og Ebba Carstensen til at være hans Søster. Gid hendes Talent ret kunde komme til sin udfoldelse." 
For den tids kvindelige kunstnere var det forbundet med mange vanskeligheder at få mulighed for at udstille - og dermed sælge - værkerne. Ebba Carstensen var "ældre" deltager på Kunstnernes Efterårsudstilling og kunne som sådan have fundet plads mellem de anerkendte mandlige kolleger; men de store kunstnersammenslutninger optog generelt ikke kvinder som medlemmer. Ebba Carstensen var utilfreds, og den 9.10.1926 kunne man i Femina, Nationaltidende, læse synspunktet om udstillingslivet: "Og de vil samtidig - indskyder Ebba Carstensen - skrive i deres Blad, at vi kvindelige Kunstnere egentlig behandles lidt forkert - f. Eks. er Efteraarsudstillingen jo ikke egentlig den rigtige Tumleplads for en som mig [...] Den frie Udstilling er efter min Mening Stedet, hvor jeg hører hjemme - der er alle mine gamle, mandlige Kammerater efterhaanden endt - men jeg føler, at de ligesom har en skræk for at faa Kvinder med i Spillet."  I 1932 blev Ebba Carstensen optaget som medlem af Decembristerne.
En del af Ebba Carstensens motiver fandt hun på egnen omkring Horneby i Nordsjælland. Her havde hendes kollega, maleren og væveren Astrid Holm, købt hus i 1926. Ebba Carstensens moder døde i 1932 og efterlod sig en arv. Den gjorde det muligt for hende at bygge hus i nærheden af Astrid Holms sommerbolig. Maleren Annette Houth boede i nærheden, og der dannedes en kunstnerkoloni, hvor maleren Magdalene Hammerich og maleren og væveren Júlíana Sveinsdóttir og flere andre kom til. Hun købte efter Ebba Carstensens død hendes hus og arbejdede her, når hun ikke malede på Island.
Ebba Carstensen beskæftigede sig udover med maleri også med broderi og vævning. Hun viste nogle af sine arbejder i 1926 på udstillingen "Dansk - Norsk - Svensk Kunsthaandværk" på Kunstindustrimuseet. Her bemærkede tegneren og forfatteren Ebbe Sadolin hendes værker og gav dem følgende positive omtale: Flere Kunstnerinder dyrker med Forkærlighed Korsstingsbroderiet, hvoriblandt ogsaa nogle af Udstillingens mest interessante Arbejder maa søges. Ebba Carstensen har nogle Figurkompositioner, dels i Uldgarnsbroderi og dels i Korsstingsbroderi. I de frie Broderier paa grøn og paa matrød Bund er der skabt smaa Kunstværker præget af en mærkelig primitiv Fantasi. Uldgarnet er farvet af Kunstnerinden selv med dybe og bløde Farver, og det er anvendt paa en fri, malerisk Maade. Paa sine Steder dækker det farvede Garn Bunden tæt og opnaar derved Dybde og Glød, paa andre Steder er der broderet i spredte Sting, som lader Undergrunden spille med ind, eller Stingene løber over hinanden paa Kryds og Tværs og skaber nye maleriske Virkninger. I Korsstingsbroderierne er Kompositionerne strengere og præget af den stærke Betonen af Horisontalt og vertikalt, som er karakteristisk for denne Fremgangsmaade.
I samarbejde med maleren og væveren Astrid Holm stod hun bag det store vægtæppe, som Ny Carlsbergfonden erhvervede i begyndelsen af 1936 og senere på året skænkede til den nybyggede Kvindernes Bygning i København i anledning af indvielsen. Ebba Carstensen tegnede kartonen til vægtæppet, som havde titlen "Dronningen af Saba". Hendes monumentale og forenklede stil passede til væveteknikken: Vævningen var udført som kludevævning, den såkaldte "flamskvævning". Vægtæppet blev udstillet på Liljevalchs Konsthall i Stockholm i maj 1936, på Haandarbejdets Fremmes udstilling. Her vakte det positiv opmærksomhed. 
Ebba Carstensen blev i sin tid en velrespekteret kunstner og deltog i mange udstillinger. Hun opnåede i sin levetid mange anerkendelser i form af store legater. Efter hendes død i 1967 stilnede omtalen af hende, og hun fik ikke samme omtale som for eksempel sine gamle studiekammerater Jais Nielsen og Olaf Rude - eller andre af medlemmerne fra Decembristerne. Fraværet af omtale af en så eksperimenterende og anerkendt kvindelig kunstner i generelle sammenhænge kan undre og og lede frem til spørgsmål om udelukkelsesmekanismernes mangfoldighed.

## Stillinger og hverv
- Medstifter af Kvindelige Kunstneres Samfund 1916.
- Medlem af bestyrelsen for Kvindelige Kunstneres Samfund 1916-1918.
- Censor ved Kvindelige Kunstneres Samfunds udstilling af kunsthåndværk i 1926 på Kunstindustrimuseet (Designmuseum Danmark).
- Medstifter af Foreningen Kunst for Varer i 1924.
- Medstifter af Foreningen af Charlottenborgs Malere i 1931.[10]
- Censor for Kunstnernes Efterårsudstilling 1932-1933.
- Medlem af Akademirådet 1944.[1]
- Fra 1944 bestyrelsesmedlem i Kunstnernes Statsunderstøttede Croquisskole.
- Medlem af kunstnersammenslutningen Decembristerne i 1932 som den første kvinde.[2]

## Hæder
- Akademiet 1918 og 1919.
- Raben-Levetzau 1925 og 1928.
- Kaufmann 1929.
- Eckersberg Medaillen 1930.
- Tagea Brandts Rejselegat 1936.
- Thorvaldsen Medaillen 1951.
- P.A. Schou 1955.
- P.E. Bluhme 1967. [1]

## Udstillinger
- 1908 samt adskillige år frem til 1935 Charlottenborg Forårsudstilling
- 1913 og flere år frem til 1951 Kunstnernes Efterårsudstilling
- 1928 og 1962 Charlottenborgs Efterårsudstilling
- 1932-66 og 1968 Decembristerne
- 1927 Danish National Exhibition of Applied Art, Paintings and Sculpture, Brooklyn Museum
- 1930 Kvindelige Kunstneres Samfund
- 1932 Corner
- 1941 Sommerudstillingen, Statens Museum for Kunst
- 1941 Nordisk Kunst, Århus og Göteborg
- 1952 Ny Carlsbergfondets Jubilæumsudstilling, Charlottenborg m. fl. København
- 1953 Århus-udstillingen, Rådhushallen, Århus
- 1955 Dänische Gegenwartskunst, Skt. Albansaal, Basel
- 1956 Dansk Nutidskunst, Charlottenborg
- 1957 Art et Travail, Musée d´Art et D´Histoire, Genève
- 1957 Charlottenborg udstillingen gennem 100 år, Charlottenborg
- 1958 og 1962 Å-udstillingen
- 1958 Expo. presentée par le Club International Féminin, Musée D´Art Moderne de la Ville de Paris
- 1959 Vrå-Udstillingen
- 1961 Dansk Nutidskunst, Frihedshallen, Sønderborg
- 1967 Modern Danish Art, Philadelphia Civic Center Museum
- 1976 Dansk Kunst 1915-1945, Kunstforeningen, København
- 1988 Det kultiverede landskab, Gl. Holtegaard, København
- 2019-20 Astrid Holm & Co., Øregaard Museum

### Separatudstillinger
- 1933 og 1960 Kunstforeningen, København
- 1964 Påskeudstillingen, Galleri 14, Århus
- 1964 Hjørring Kunstmuseum
- 1968 Kunstnernes egen Kunsthandel, København
- 1971 Mindeudstilling, Hjørring Kunstmuseum m. fl.
- 1987 Ebba Carstensen fra 1920-1940 Vejle Kunstmuseum m. fl.

## Værker i offentlig eje
- Portræt af fru Hedin (1919, ARoS).
- Fuglebur (1921, Statens Museum for Kunst).
- Hønsegården (1924, Skive Kunstmuseum).
- Opstilling med rugbrød (1928, Ribe Kunstmuseum).
- Opstilling med Venushoved (1931, Nordjyllands Kunstmuseum).
- Musikere (1931-32, Statens Museum for Kunst).
- Kildehøj ved Horneby (1933, ARoS).
- Lyserødt hus (1933, Randers Kunstmuseum).
- Strandbakke (1934, Vejle Kunstmuseum).
- Huse i Horneby (1939, Esbjerg Kunstmuseum).
- Interieur med fuglebur (før 1945, Fyns Kunstmuseum).
- Solnedgang (1952, Sønderjyllands Kunstmuseum).
- Skovabstraktion (1952-53, Statens Museum for Kunst).
- Skovsti (1962, Statsbiblioteket Aarhus).
- Ryttere I (1964, Statens Museum for kunst). [1]

- Horneby (1925, Øregaard Museum 2020)